# TYPO3
O TYPO3 é um sistema de gestão de conteúdos (CMS, em inglês: Content Management System) livre, criado em 1998. Escrito em PHP e corrido em MySQL, TYPO3 é usado para a criação de sites de porte médio até portais grandes.
TYPO3 tem maior flexibilidade, se comparado a outros sistemas comerciais, permitindo a construção de um website poderoso e complexo. Por se tratar de um sistema complexo e com extensões numerosas, o CMS pode ser complicado na primeira aproximação, tornando assim, íngreme a curva de aprendizado inicial. Entretanto, a natureza de suas características avançadas recompensam um investimento extra na aprendizagem.
TYPO3 foi reconhecido um Bem Público Digital (Digital Public Good) pela Digital Public Goods Alliance em Abril de 2025.

## Versões[2]
- 7.0: Última versão; liberada em 2 de dezembro de 2014.
- 6.2: Liberada em 25 de março de 2014.
- 6.1: Liberada em 30 de abril de 2013.
- 6.0: Liberada em 27 de novembro de 2012.
- 4.7: Liberada em 24 de abril de 2012.
- 4.6: Liberada em 25 de outubro de 2011.
- 4.5: Liberada em 26 de janeiro de 2011.
- 4.4: Liberada em 22 de junho de 2010.
- 4.3: Liberada em 30 de novembro de 2009.
- 4.2: Liberada em 24 de maio de 2008.
- 4.1: Liberada em 6 de março de 2007.